# Літвак Борис Давидович
Бори́с Дави́дович Літва́к (нар. 11 березня 1930, Одеса, Українська РСР, СРСР — пом. 10 квітня 2014, Одеса, Україна) — український філантроп і педагог єврейського походження. Багаторічний директор Одеської спеціалізованої спортивної дитячо-юнацької школи олімпійського резерву № 2 (у 1977—2014 роках), засновник Центру для ослаблених дітей та дітей-інвалідів так званого «Дому з янголом» і Одеського обласного благодійного фонду реабілітації дітей-інвалідів «Майбутнє», головою правління якого він був у період 1996—2014 років, депутат Одеської міської ради кількох скликань. Член наглядової ради Національного університету «Одеська юридична академія».
Кавалер низки державних нагород України. Зокрема, звання «Герой України», кавалер ордена «За заслуги» II-го та III-го ступенів, звання «Почесний громадянин Одеси», а також нагороджений відзнака Президента України — ювілейною медаллю «20 років незалежності України». Окрім того, Борис Літвак кавалер ордена Дружби та має звання «Заслуженого тренера УРСР».

## Життєпис
Народився 11 березня 1930 у місті Одеса, яке на той час входило до складу Української РСР СРСР. Перші дні свого життя Борис провів у «дитячому приймальнику», де його мати Ганна Абрамівна, за деякими даними також годувала ще двох чужих дітей. Згодом вона працювала на «Кінап». Під час бомбардувань міста німецько-румунськими військами сім'я почала жити на заводі, де працювала мати Бориса. У вересні 1941 року Борис із своєю сім'ю був евакуйований з Одеси до Узбекистана. Там Літвак почав працювати слюсарем.
Згодом юнак повернувся в Одесу, де продовжив працювати слюсарем на заводі «Кінап». Всього цією професією, за власними спогадами, Літвак займався 18 років. У той же час Борис розпочав спортивну кар'єру футболіста. Грав на позиції півзахисника. Приблизно 1951 року Літвак став членом Всесоюзної комуністичної партії (більшовиків). Після мобілізації у Радянській армії Бориса Літвака було направлено у Західну Білорусь, де продовжив грати у футбол у місцевій армійській команді. Команда грала, як штатна команду Будинку офіцерів Мінська. 1953 року його було демобілізовано.
1954 року Борис Літвак одружився, а через рік у подружжя народилася дочка — Ірина. Наступні роки він продовжував працювати на «Кінапі», де активно займався спортом і організаціїю спортивних подій серед робітників. Згодом його булі делеговано у робоче спортивне товариство «Авангард», де брав участь у будівництві одеського Палацу спорту. Окрім того, працюючи на заводі, він разом з іншими робітниками Літвак організував спортивний стадіон заводу на місці колишнього сміттєзвалища. У 1959 році Борис Літвак вступив на заочне відділення факультету фізичного виховання Одеського педагогічного інституту імені К. Д. Ушинського. Після отримання педагогічної освіти працював викладачем в Одеському автомеханічному технікумі (нині — Одеське вище професійне училище автомобільного транспорту). Працюючи в технікумі, Борис Давидович продовжував пропагувати спорт. Так на місці колишнього літейного цеху він організував спортивну залу. До того ж, вважається, що у ті часи Одеський автомеханічний технікум став одним з найкращих у країні технікумів в області спорту.
У 1961 році Літвак був обраний заступником голови Одеської обласної ради добровільно-спортивного товариства, а вже 1977 року став директором спортивної дитячо-юнацької школи № 2, де працював багато років. З 1990 року спортивна школа під керівництвом Літвака отримала статус «Спеціалізованої школи олімпійського резерву» за напрямом баскетболу та волейболу. Під керівництвом Бориса Давидовича у різні роки працювали місцеві тренери: Йосип Кесельман і Валентин Сосін займалися баскетболом, Олександр Дюжев, Микола Гірнінг, Борис Сметанін, Бернард Шуровецький — волейбол, а також багато інших. Навчальний заклад підготував багато спортивних призерів. Під керівництвом Літвака змінено систему опалення газу — з парового опалення на централізоване, а у 1984 року біло проведено реконструкцію школи, а згодом збільшив розмір школи. Так за кілька років управління школою на Італійській вулиці, № 49, де знаходиться школа на її місці з'явився спортивний комплекс зі спортивними залами, реабілітаційним центром і допоміжними приміщеннями. 22 серпня 1991 року Борис Літвак пішов з Комуністичної партії.
Був депутатом Одеської міської ради кількох скликань. Зокрема, Літвак обирався до ради IV скликання на виборчому округу № 2, а також до наступного, V-го, скликання ради від партії Едуарда Гурвіца «Наша Одеса». В останньому скликанні Борис Давидович був членом двох комісій Одеської міської ради — мандатної та комісії з питань депутатської діяльності й етики. Літвак завершив свою депутатську діяльність після проведення місцевих виборів 2010 року.
Того ж року (за іншими даними — у лютому 1992 року) померла дочка Бориса Давидовича, Ірина через рак. ще до її смерті Борис Літвак почав свою благодійницьку діяльність і міська влада виділила землю на будівництво Центру для ослаблених дітей та дітей-інвалідів. Цей центр знаходиться у центрі Одеси на розі Пушкінської та Базарної вулиць. Цей будинок після побудови Центру отримав назву «Дім з янголом» через статую янгола над входом, яку створив місцевий скульптор Михайло Рева.
1996 року Борис Давидович створив Одеський обласний благодійний фонд реабілітації дітей-інвалідів «Майбутнє». Завдяки своєму внеску в реалізацію державної політики соціального захисту та багаторічну благодійну діяльність Літвак отримав звання «Герой України», орден «За заслуги» III ступеня та звання почесного громадянина міста Одеси. Зокрема, станом на 2010 рік фонд реабілітації допоміг близько 21-й тисячі дітей з України та інших країн.
За даними журналу «Фокус» 2008 року Борис Літвак зайняв 18-те місце у «списку найбільш впливових людей Одеси» завдяки своїй благодійницькій діяльності, а також роботі у міській раді.
В останні роки Борис Літвак захворів на рак легень. Помер 10 квітня 2014 року в Одесі. Похований на Другому християнському кладовищі. 19 вересня 2018 року вулицю Заславського було перейменовано на вул. Літвака, на його на честь.

## Нагороди та почесні звання
- Звання «Заслужений тренер УРСР»;
- Кавалер ордена Дружби (Росія);[7]
- Кавалер ордена «За заслуги» III-го ступеня (22 серпня 2003 року, Україна — «За значний особистий внесок у соціально-економічний та культурний розвиток України, вагомі трудові здобутки та з нагоди 12-ї річниці незалежності України»)[13]
- Звання Герой України з врученням ордена Держави (21 серпня 2007 року, Україна — «За визначні особисті заслуги перед Україною у реалізації державної політики соціального захисту дітей з обмеженими можливостями, багаторічну благодійницьку діяльність»)[14]
- Відзнака Президента України — ювілейна медаль «20 років незалежності України» (19 серпня 2011 року, Україна)[15]
- Кавалер ордена «За заслуги» II-го ступеня (3 грудня 2013 року, Україна — «За вагомий особистий внесок у реалізацію державної політики у сфері соціального захисту та реабілітації інвалідів, багаторічну сумлінну працю, високий професіоналізм та з нагоди Міжнародного дня інвалідів»)[16]

## Вшанування пам'яті
Меморіальна дошка встановлена на «Будинку з янголом», скульптор Георгій Франгулян.